# Tommy Thistlethwayte
Arthur Donald Claude Thomas „Tommy“ Thistlethwayte (* 17. Dezember 1903 in Fulham; † 4. Oktober 1956 in Winchester) war ein britischer Autorennfahrer, der seine Rennen unter dem Pseudonym Scarp bestritt.

## Karriere als Rennfahrer
Tommy Thistlethwayte war in der zweiten Hälfte der 1920er-Jahre als Sportwagenpilot aktiv. Er startete in Brooklands, bei der RAC Tourist Trophy und dem 24-Stunden-Rennen von Le Mans. Die RAC Tourist Trophy 1929, die Rudolf Caracciola im Mercedes-Benz SS gewann, beendete er als Gesamtvierzehnter und fuhr dabei ebenfalls einen Mercedes-Benz SS.
Beim 24-Stunden-Rennen von Le Mans 1926 war Clive Gallop sein Partner im von ihm gemeldeten Bentley 3 Litre Super Sport. Der Wagen fiel wegen eines defekten Kipphebels aus.

## Statistik

### Le-Mans-Ergebnisse
| Jahr | Team                 | Fahrzeug                    | Teamkollege  | Platzierung | Ausfallgrund |
| ---- | -------------------- | --------------------------- | ------------ | ----------- | ------------ |
| 1926 | Tommy Thistlethwayte | Bentley 3 Litre Super Sport | Clive Gallop | Ausfall     | Kipphebel    |